# 黄金郷I〜2億4千万の瞳〜
『黄金郷Ⅰ〜2億4千万の瞳〜』（おうごんきょうワン・におくよんせんまんのひとみ）は、日本の歌手・郷ひろみが1984年6月10日にCBS・ソニーから発売した18枚目のベストアルバムである。

## 内容
前作『TAILORED SONG』から約6ヶ月ぶり、ベストアルバムとしては前作『黄金郷』から約7ヶ月ぶりの作品。

## 収録曲
1. 2億4千万の瞳-エキゾチック・ジャパン-
50thシングルの表題曲。アルバム初収録。
2. セクシー・ユー（モンロー・ウォーク）
33rdシングルの表題曲。新録音。
3. お嫁サンバ
38thシングルの表題曲。新録音。
4. バイブレーション（胸から胸へ）
25thシングルの表題曲。新録音。
5. 抱きあえば
50thシングルのカップリング曲。アルバム初収録。
6. 愛は限りなく
作詞・作曲：郷ひろみ
編曲：鷺巣詩郎
新録曲。
7. 素敵にシンデレラ・コンプレックス
47thシングルの表題曲。
8. STILL LOVE ME
作詞・作曲：郷ひろみ
編曲：鷺巣詩郎
新録曲。
9. How many いい顔
35thシングルの表題曲。新録音。
10. 誘われてフラメンコ
13thシングルの表題曲。新録音。
11. 女であれ、男であれ
42ndシングルの表題曲。
12. マイ レディー
32ndシングルの表題曲。新録音。

## タイアップ
- 日本国有鉄道『ディスカバー・ジャパン』キャンペーンソング (#1)